# Agogo (album)
Agogo è un album di raccolta del gruppo musicale tedesco KMFDM, pubblicato nel 1998.

## Tracce
1. Thank You – 0:44
2. Godlike – 3:34
3. Virus (Dub) – 6:25
4. Rip the System – 3:34
5. Naff Off – 4:17
6. Mysterious Ways (U2 cover) – 3:10
7. Ooh La La – 4:02
8. Hole in the Wall (Remix) – 4:23
9. Agogo – 7:01
10. Zip – 5:12